# 岐阜県立恵那北高等学校
岐阜県立恵那北高等学校 （ぎふけんりつえなきたこうとうがっこう）は、岐阜県中津川市に所在した公立の高等学校。2007年（平成19年）4月に岐阜県立中津高等学校と統合、岐阜県立中津高等学校恵那北校舎となり、その後2009年（平成21年）3月に閉校した。

## 設置学科
- 普通科

## 沿革
- 1971年（昭和46年）4月 - 開校。岐阜県立中津高等学校福岡分校の生徒を引き継ぐ。校舎は旧・中津高等学校福岡分校を仮校舎とする。
- 1973年（昭和48年）2月 - 現在地に校舎が完成。
- 2007年（平成19年）3月 - 岐阜県立中津高等学校と統合して、岐阜県立中津高等学校恵那北校舎となる。
- 2009年（平成21年） - 恵那北校舎を廃止。

## 部活動
運動系部活動・同好会
- 陸上部
- テニス部
- 柔道部
- 剣道部
- 弓道部
- サッカー部
- バレーボール部
- 軟式野球部
- バスケット同好会

文化系部活動・同好会
- 吹奏楽部
- ギターマンドリン部
- 美術部
- ボランティア同好会
- 家庭科同好会

## アクセス
- JR中央本線 「中津川駅」より北恵那バス（付知峡倉屋温泉行き）「田瀬橋」バス停から徒歩で10分。
- JR中央本線 「坂下駅」より濃飛バス（恵北線）「宮脇口」バス停から徒歩で約8分。
- 中央自動車道 恵那ICより車で約40分。

## 出身者
- 恵那櫻徹 - 大相撲力士、元幕内（中退）